# Força Interamericana de Paz

Soldados hondurenhos da FIP chegam a República Dominicana em 1965

A Força Interamericana de Paz (FIP; em inglês: Inter-American Peace Force ou IAPF) foi organizada pela Organização dos Estados Americanos, em 23 de maio de 1965, após uma intervenção de forças militares dos Estados Unidos na República Dominicana. Foi composta majoritariamente por 42 600 militares norte-americanos, mais as tropas enviadas pelos seguintes países:
- Brasil - 1.130
- Honduras - 250
- Paraguai -184
- Nicarágua - 160
- Costa Rica - 21 policiais militares
- El Salvador - 3 oficiais.

O Brasil substituiu os Estados Unidos em 1966 e a Força Interamericana de Paz que foi desativada em 1967.